# Бецковский, Павел
Павел Бецковский (словац. Pavel Beckovský; 8 ноября 1922, Шаштин-Страже — 4 апреля 1995, Братислава) — чехословацкий лётчик, участник Второй мировой войны (сначала лётчик Первой Словацкой республики, позднее — в составе партизанских ВВС Словакии). В послевоенные годы один из пионеров авиаспорта в Чехословакии.

## Биография
Родился 8 ноября 1922 года в городе Шаштин-Страже, Трнавский край. Родители: Ян Бецковский и Хелена Бецковская (в девичестве Матулова).
Учился в авиационной школе в Тренчанских-Бискупицах и Банске-Бистрице, в Военной авиационной академии в Градец-Кралове. С 1943 по 1944 годы инструктор по строевой подготовке в школе в Банске-Бистрице, с февраля 1944 года младший офицер авиации. Участвовал в Словацком национальном восстании, в октябре 1944 года перелетел в СССР, где стал пилотом истребителя Ла-7. Пилот 2-го истребительного авиационного полка 1-й отдельной смешанной чехословацкой авиадивизии.
После войны продолжил свою службу в авиации, занявшись с 1958 года развитием авиаспорта в Чехословакии. С 1963 по 1966 годы начальник отдела по подготовке парашютистов-спортсменов в клубе «Zväzarm» в Банске-Бистрице, с 1964 по 1966 годы в Банске-Бистрице в гимназии получал аттестат о среднем образовании. Начальник центрально-словацкого областного отделения клуба «Zväzarm». Входил в коллектив редакторов газеты «Спортивные полёты, самолёты и лётчики» (словац. Športové lietanie, lietadlá, letci) в 1983 году в Братиславе, член редакции журнала «Авиация и космонавтика» (словац. Letectví a kosmonautika).
Скончался 4 апреля 1995 года в Братиславе.

## Награды
- Чехословская военная памятная медаль (1945)
- Медаль «За храбрость перед врагом» (1945)
- Орден Словацкого национального восстания 2 степени (1945)
- Военный крест 1939 года (1947)
- Заслуженный лётчик ЧССР (1968)